# Lietuva – visų
Lietuva – visų (dt. Litauen – aller) ist eine politische Partei in Litauen.

## Geschichte
2012 wurde die Partei Emigrantų partija als eine Partei der litauischen Emigranten gegründet. Die Gründungsversammlung fand am 9. Januar 2012 statt. 2012 gab es 2300 Mitglieder. der Parteileiter war Juozas Murauskas. Er arbeitete als Fahrer in der Stadtgemeinde Kaunas.
2020 wurde Emigrantų partija zu „Lietuva – visų“ reorganisiert. Der neue Leiter ist Basketballspieler Tomas Pačėsas (* 1971).
Im Oktober 2020 nimmt die Partei bei Parlamentswahl in Litauen 2020 teil. Der Listenführer ist KTU-Politik-Professor Algis Krupavičius (* 1961) aus Kaunas.